# 1885 في اليابان
فيما يلي قوائم الأحداث التي وقعت خلال عام 1885 في اليابان.

## سياسة

### تعيين في المنصب
- 22 ديسمبر – إيتو هيروبومي رئيس وزراء اليابان.

## مواليد

### مايو
- 6 مايو – يايكو نوغامي كاتبة يابانية.
- 22 مايو – كانسوكي ناكا كاتب ومؤلف ياباني.

### نوفمبر
- 8 نوفمبر – تومويوكي ياماشيتا ضابط ياباني.

## وفيات

### فبراير
- 7 فبراير – ياتارو إواساكي (مواليد 1835) رائد أعمال ياباني.